# Stephanie de Montalk
Stephenie de Montalk (ur. w 1945) – nowozelandzka producentka filmów dokumentalnych, poetka, biografka, a zarazem daleka kuzynka poety i pisarza Geoffreya Władysława Vaile hrabiego Potocki de Montalk, córka Kennetha de Montalk.

## Życiorys
Jej przodkiem był hrabia Joseph Wladislas Edmund Potocki de Montalk, który przybył z Francji i osiedlili się w Nowej Zelandii w 1868. Jest potomkinią polskiego rodu szlacheckiego Potockich, a także szkockich rodów szlacheckich. Jej mąż John jest Szkotem, był pracownikiem socjalnym. 
Swojego kuzyna poznała latem 1968, w czasie podróży po Europie. Przez wiele lat prowadziła z nim korespondencję listowną. Wraz z mężem była kuratorką i wykonawczynią testamentu Potockiego. To właśnie ona zabezpieczyła przed zniszczeniem jego zbiory zawierające wydane własnym sumptem książki, pamflety oraz korespondencję. Jest autorką biografii Potockiego Unquiet World: The Life of Count Geoffrey Potocki de Montalk, wydanej przez Uniwersytet Wiktorii w Wellingtonie (Victoria University Press) w 2001, której polskie tłumaczenie (Niespokojny świat: Życie hrabiego Geoffreya Potockiego de Montalk ukazało się w 2003, nakładem Wydawnictwa Uniwersytetu Jagiellońskiego.  
Pierwsze wiersze pisała już w młodości. Jej pierwszy tom poezji, Animals Indoors, ukazał się w roku 2000, a w 2001 zdobyła za niego nagrodę Jessie Mackay. W 2002 ukazał się jej drugi tomik poezji The Scientfic Evidence of Dr Wang nakładem Victoria University Press. W tym samym roku ukończyła kurs kreatywnego pisania na Uniwersytecie Wiktorii w Wellingtonie. 
Jest członkiem New Zeland Film and Literature Bard of Review. 